# Galenia subcarnosa
Galenia subcarnosa är en isörtsväxtart som beskrevs av Robert Stephen Adamson. Galenia subcarnosa ingår i släktet galenior, och familjen isörtsväxter. Inga underarter finns listade i Catalogue of Life.